# 25-й Венецианский кинофестиваль
25-й Венецианский международный кинофестиваль проходил в Венеции, Италия, с 26 августа по 8 сентября 1964 года.

## Жюри
- Марио Сольдати (председатель жюри, Италия)[2],
- Рудольф Арнхейм (США),
- Ове Брусендорф (Дания),
- Торолд Дикинсон (Великобритания),
- Риккардо Муньос Суай (Испания),
- Жорж Садуль (Франция),
- Ежи Тёплиц (Польша).

## Фильмы в конкурсе

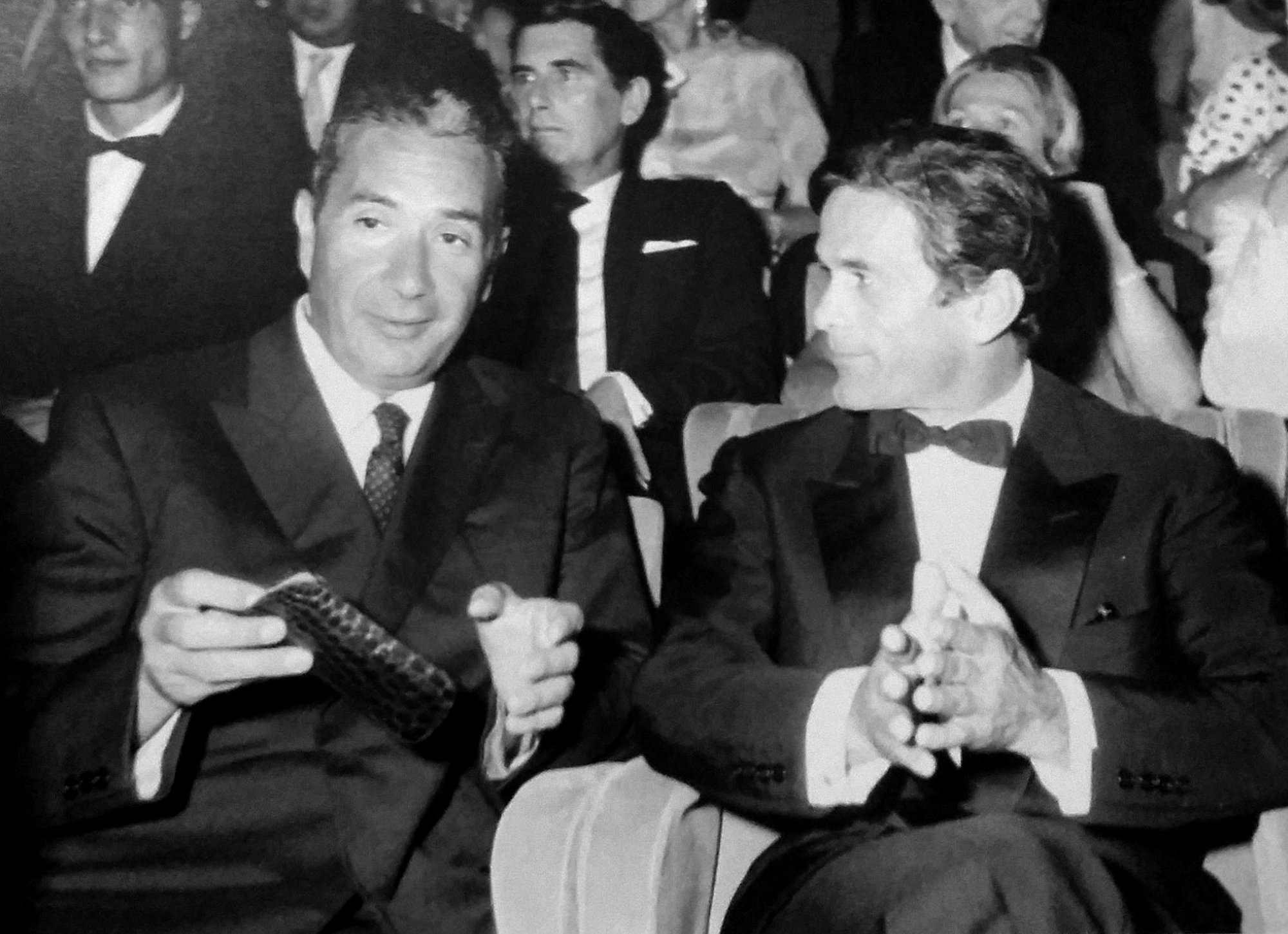
Режиссёр Пьер Паоло Пазолини (справа) и премьер-министр Италии Альдо Моро на презентации фильма Пазолини «Евангелие от Матфея»

- Красная пустыня, режиссёр Микеланджело Антониони
- Любить, режиссёр Йорн Доннер
- Гамлет, режиссёр Григорий Козинцев
- Девушка с зелёными глазами, режиссёр Десмонд Дэвис
- За короля и отечество, режиссёр Джозеф Лоузи
- Тонио Крюгер, режиссёр Рольф Тиле
- Замужняя женщина, режиссёр Жан-Люк Годар
- Евангелие от Матфея, режиссёр Пьер Паоло Пазолини
- Жизнь наизнанку, режиссёр Ален Жессюа

## Награды
- Золотой лев: Красная пустыня[3], режиссёр Микеланджело Антониони
- Специальный приз жюри:
  - Евангелие от Матфея, режиссёр Пьер Паоло Пазолини
  - Гамлет, режиссёр Григорий Козинцев и Иосиф Шапиро
- Кубок Вольпи за лучшую мужскую роль: Том Кортни — За короля и отечество
- Кубок Вольпи за лучшую женскую роль: Харриет Андерссон — Любить
- Лучший дебют: Ален Жессюа — Жизнь наизнанку
- Премия Сан-Джорджо: Ничего кроме мужчины, режиссёр Майкл Ремер
- Приз международной ассоциации кинокритиков (ФИПРЕССИ): Красная пустыня, режиссёр Микеланджело Антониони
- Приз Международной Католической организации в области кино (OCIC): Евангелие от Матфея, режиссёр Пьер Паоло Пазолини
- Премия итальянских критиков:
  - Пассажирка, режиссёр Анджей Мунк и Витольд Лесевич
  - Жизнь наизнанку, режиссёр Ален Жессюа
- Лев Сан-Марко — Гран-при: Скопье 63, режиссёр Милорад Гончин